# Helene Amalie Krupp
Helene Amalie Krupp, född den 10 juli 1732 i Essen, död där den 9 maj 1810, var en tysk industriman. 
Hon var gift med Friedrich Jodocus Krupp (1706–1757), ägare av kolonialvarubolaget Krupp. Hon handlade med mat, kryddor, tyg, duk och porslin mellan Tyskland, Nederländerna och Storbritannien, producerade snus och investerade i gruvor. Hon drev också 1799-1807 det näst äldsta järnverket i det senare Ruhrområdet. Hon har kallats för grundaren av Kruppdynastin. 
Två gruvor och en gata har uppkallats efter henne.